# 神田博
神田 博（かんだ ひろし、1903年12月25日 – 1977年6月30日）は、日本の政治家。位階は正三位。厚生大臣（第28、29、40、41代）、衆議院議員（8期）、参議院議員（1期）。

## 来歴・人物
現在の新潟県東蒲原郡阿賀町に生まれる。1928年法政大学専門部法律科を卒業した後内務省に入る。同省地方局から静岡県属となり、水産、人事、秘書、商工の各課長を務める。その後、理研軽金属工業静岡工場長を経て、1946年の第22回衆議院議員総選挙に日本自由党から静岡全県区から立候補し当選を果たす。翌年の第23回衆議院議員総選挙からは旧静岡1区に移り、通算当選8回。村上勇とともに、大野伴睦の最も早い時期からの側近であった。
理研アルマイト工業で技術改善や品質向上に努め関係団体要職に就いて業界の指導に当たり発展に寄与したとして1963年、藍綬褒章を受章する。
豪快な性格で「ガラッパチ」と呼ばれ、いかにも浪花節の大野派らしい野人的な党人派政治家であった。また厚生行政に詳しく、1956年に石橋内閣および1964年に第3次池田改造内閣で、それぞれ厚生大臣として入閣する。1965年1月9日付で、同年1年1日に遡って9.5%の診療報酬を引き上げる「職権告示」を行い、医療行政を混乱させた責任を問われ、同年6月2日付で、厚生事務次官の大山正と保険局長の小山進次郎を更迭した後、自らも厚生大臣を辞任し、翌日3日付で就任した鈴木善幸に後始末をさせた。1965年には従来支給額5000円であった厚生年金を1万円に引き上げる「一万円年金」法案を可決に導いた。
9期目を目指した1972年の第33回衆議院議員総選挙では、5位当選の同じ自民党公認であった高見三郎に123票差及ばず、次点で落選する。
1974年4月の春の叙勲で、勲六等かた勲一等に叙され、瑞宝章を受章する。同年の第10回参議院議員通常選挙に全国区から立候補し当選、国政に返り咲いた。
その後、議員在職中の1977年6月30日、心不全のため東京都新宿区の国立病院医療センターで死去した。73歳没。同年7月5日、特旨を以て位六級を追陞され、死没日付をもって正六位から正三位に叙され、旭日大綬章を追贈された。哀悼演説は同年7月30日、参議院本会議で小谷守により行われた。